# Anthony O’Connor
Anthony Dean O’Connor (* 25. Oktober 1992 in Cork) ist ein irischer Fußballspieler, der bei Bradford City unter Vertrag steht.

## Karriere

### Verein
Anthony O’Connor begann seine Profikarriere als 16-Jähriger in der Jugend der Blackburn Rovers in England. Zu Beginn der Zweitligasaison 2012/13 wurde er in den Profikader der Rovers aufgenommen. Dort blieb er allerdings ohne Einsatz. Im August 2012 wurde O’Connor an den englischen Viertligisten Burton Albion verliehen. Für den Verein absolvierte er in der Innenverteidigung alle 46 Ligaspiele. Die Vorbereitung auf die folgende Spielzeit absolvierte er wiederum bei den Rovers, bevor er abermals verliehen wurde. Beim Viertligisten Torquay United spielte er 31 mal, konnte den Abstieg des Vereins als Tabellenletzter aber nicht verhindern. Danach wechselte O’Connor von den Blackburn Rovers zu Plymouth Argyle ebenfalls in die 4. Liga. Nach einer Saison wechselte er zu Burton Albion wo er bereits 2012/13 gespielt hatte. Mit dem mittlerweile in die 3. Liga aufgestiegenen Verein gelang ihm in der Saison 2015/16 der zweite Aufstieg in Folge. Im Juni 2016 wechselte er zum schottischen Erstligisten FC Aberdeen. Nach zwei Jahren in Schottland wechselte O’Connor im Juni 2018 zum englischen Drittligisten Bradford City.

### Nationalmannschaft
Anthony O’Connor spielte von 2008 bis 2013 in den irischen Auswahlmannschaften der U-17, U-19 und U-21. Mit der U-19 nahm er im Jahr 2011 an der Europameisterschaft dieser Altersklasse in Rumänien teil. Dabei gelangen ihm im Vorrundenspiel gegen Griechenland zwei Tore. Im Halbfinale unterlag er mit seiner Mannschaft dem späteren Sieger Spanien mit 0:5.